# Austvorren
Austvorren är en bergstopp i Antarktis. Den ligger i Östantarktis. Norge gör anspråk på området. Toppen på Austvorren är 1 798 meter över havet.
Terrängen runt Austvorren är kuperad söderut, men norrut är den platt. Terrängen runt Austvorren sluttar norrut. Trakten är obefolkad. Det finns inga samhällen i närheten.